# ژوزه گارسیا (بازیگر)
ژوزه گارسیا (به انگلیسی: José Garcia) (زاده ۱۷ مارس ۱۹۶۶) بازیگراسپانیایی -فرانسوی است.
از فیلم‌های معروف او می‌توان به بازی در فیلم دردسر هرروزه، آستریکس در بازی‌های المپیک و آستریکس و اوبلیکس: پادشاهی میانه اشاره کرد.
او شباهت بسیاری به رابرت داونی جونیور بازیگر آمریکایی دارد